# Hanns Bolz

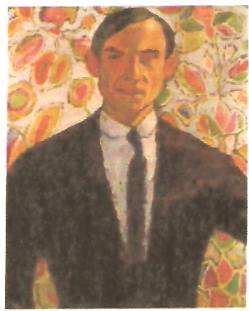
Selbstbildnis. Öl auf Leinwand, 1910

Hanns Bolz (* 22. Januar 1885 in Aachen; † 4. Juli 1918 in München) war ein deutscher Maler, Bildhauer und Illustrator des Expressionismus und des Kubo-Futurismus.

## Leben
Nach seiner Schulzeit in Aachen und Köln studierte Bolz zwischen 1905 und 1908 an der Kunstakademie Düsseldorf. Anschließend verbrachte er fast drei Jahre in Paris, wo er sich auf dem Montmartre ein Atelier in der Rue Gabrielle 49 mietete, das zuvor bereits Pablo Picasso (1881–1973) im Jahr 1900 genutzt hatte. Hier und vor allem im Café du Dome, einem bekannten Künstlertreff, lernte er Hans Purrmann (1880–1966), und Rudolf Levy (1875–1944) sowie schließlich den Kunsthändler Alfred Flechtheim (1878–1937) kennen, der sich später auch noch nach Bolz’ Tod für seine Werke einsetzte.
In den Jahren 1911 und 1912 lebte er in München, wo er unter anderem als Illustrator für die Zeitschrift Komet tätig war. Hier pflegte er in dem Schwabinger Bohème-Viertel Bekanntschaften unter anderem mit Richard Seewald (1889–1976) und der Schauspielerin Emmy Hennings (1885–1948) und zählte zum Freundeskreis der Redaktionsgemeinschaft Der Blaue Reiter um die Maler Franz Marc (1880–1916) und Wassily Kandinsky (1866–1944). Doch es hielt ihn hier nicht lange und er kehrte bereits 1912 wieder nach Paris zurück, wo er nun auf dem Montparnasse ein Atelier bezog. Zwischenzeitlich unternahm er verschiedene Studienreisen nach Madrid, London, Venedig und Oslo.
Im Jahre 1914 wurde er zum Kriegsdienst eingezogen und an die Front geschickt. Hier erlitt er schwere Gasvergiftungen und war fast erblindet. Dies führte 1917 zu seiner vorzeitigen Entlassung aus dem Wehrdienst, aber so recht arbeitsfähig wurde er danach nicht mehr und er beschäftigte sich deshalb nur noch mit Modellieren. Er hielt sich jetzt hauptsächlich in Köln bei Otto Freundlich (1878–1943) in dessen Atelier im Gereonshaus auf, wo er auch Max Ernst (1891–1976) kennenlernte. Später ging er zurück nach München, musste aber auf Grund seines Kriegsleidens bereits 1918 in die dortige Kuranstalt Neuwittelsbach eingeliefert werden, wo er schließlich verstarb.

## Künstlerische Charakteristik

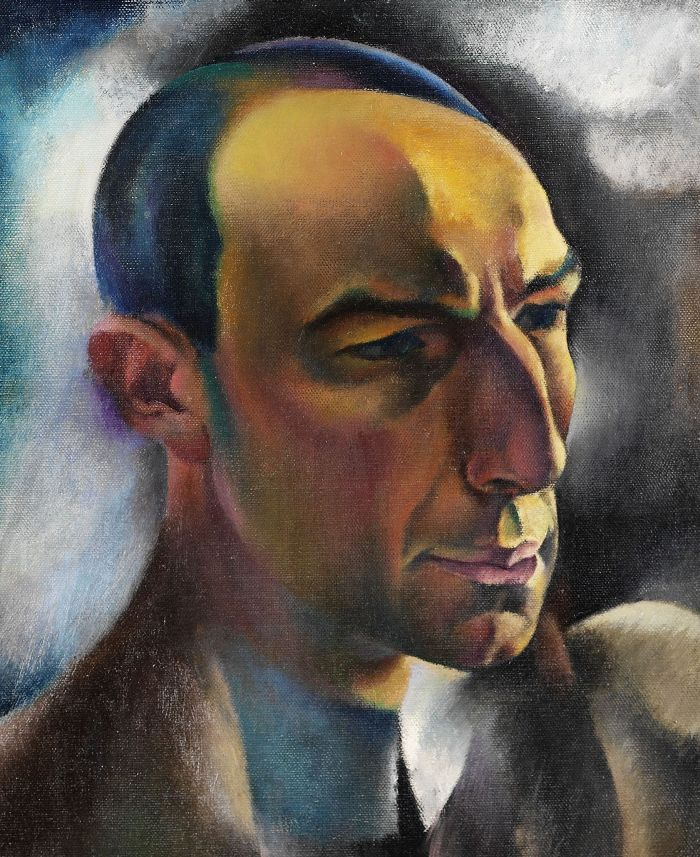
Porträt Alfred Flechtheim. Reiff-Museum Aachen

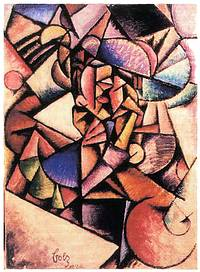
Komposition. Suermondt-Ludwig-Museum Aachen

Nach anfänglichen Zeichnungen und Karikaturen für satirische Blätter sowie einigen Bildern und Porträts wie „Frau mit Hut“ und „Romantische Burg“ wandelte sich Bolz unter dem Einfluss seiner ersten Pariser Zeit und den dort kennengelernten Künstlern zu einem Protagonisten des Expressionismus und des Kubo-Futurismus sowie des französischen Fauvismus. In diesen Jahren entstanden zunächst Stillleben von eher gedämpfter Farbigkeit, die wenig später in farbenfrohe und expressiv motivierte Bilder mit Motiven aus der Montmartre-Umgebung wechselten. Ebenso zählte zu dieser Zeit wohl auch sein erstes bekannteres Hauptwerk, das Porträt seines Freundes und Förderers Alfred Flechtheim, in dem Bolz nach kubistischen Prinzipien die Übergänge von Licht und Schatten sowie das Gegenüberstellen von helleren und dunkleren Bildabschnitten in sanfter Form zu vereinen verstand. Weitere leuchtende Porträts und Varieté-Bilder folgten, in denen er mit Farben experimentierte, mit verwandten Tönen variierte sowie den Pariser Stil mit einer Neuen Sachlichkeit kombinierte und damit einen bedeutenden Beitrag zur Kunst der Klassischen Moderne leistete.
Ab 1912, wohl seit seinem zweiten Pariser Aufenthalt, wurden seine Zeichnungen und Bilder zunehmend abstrakter und er ließ dazu Anregungen von Guillaume Apollinaire (1880–1918) mit einfließen. Bolz verband nun verschachtelte Linien mit Kreissegmenten, Dreiecks- und Trapezformen und verlieh diesen durch einen schattenähnlichen Farbauftrag wieder größere Plastizität. So entstanden in dieser Zeit vermehrt abstrahierte Stadtlandschaften und kubo-futuristische Form-Konglomerate und Otto Freundlich bezeichnete Bolz daher als den einzigen Künstler, der innerhalb des Kubo-Futurismus eine bedeutsame Rolle gespielt hatte.
1937 wurden in der Nazi-Aktion „Entartete Kunst“ nachweislich vier seiner expressiven Werke aus öffentlichen Sammlungen beschlagnahmt.
Seine nach seinem Kriegsdienst und im kranken Zustand angefertigten Plastiken und Skulpturen zeichnen sich durch äußerste Reduktion und Ausdrucksstärke aus, erreichten aber keinen größeren Bekanntheitsgrad und gingen überwiegend in den Bestand seines Freundes Max Ernst über. Obwohl Bolz veranlasst hatte, seine Werke nach seinem Tod zu vernichten, konnten die meisten von ihnen vor allem von Alfred Flechtheim gerettet und katalogisiert werden. Auch später tauchten immer wieder noch einige seiner Werke als Zufallsfunde auf. Seit 1999 sind die Werke von Hanns Bolz Dauerausstellungsbestand im Suermondt-Ludwig-Museum in Aachen.

## Werke (Auswahl)

### 1937 nachweislich als „entartet“ aus öffentlichen Sammlungen beschlagnahmte Werke
- Männlicher Kopf mit Schirmmütze (Skulptur, Gips, vor 1918; Städtisches Museum Aachen; Verbleib ungeklärt)
- Stillleben mit Kanne und Waschschüssel (Öl auf Leinwand, 80 × 70 cm; Ruhmeshalle Wuppertal-Barmen; zerstört)
- Frau mit Katze (Öl auf Leinwand, 99 × 71 cm; Ruhmeshalle Wuppertal-Barmen; 1938 in Hamburg in der Wanderausstellung „Entartete Kunst“ vorgeführt; Verbleib ungeklärt)
- Im Theater (Öl auf Leinwand, 100 × 105 cm; Ruhmeshalle Wuppertal-Barmen; Verbleib ungeklärt)

### Weitere Werke (Auswahl)
- Romantische Burg, Aquarell. Köln 1903
- Der Maler Heinz Simons, Aquarell. Köln 1907
- Alte Frau – Betschwester. Bronze, 1907
- Beim Trödler, Tusche. Paris 1909
- Porträt Alfred Flechtheim, Öl auf Leinwand. Paris 1910
- In der Manege, Öl auf Karton. Paris 1910
- Stillleben, Öl auf Leinwand. Paris 1910
- Weißer Gilles mit Dame, Öl auf Leinwand. Paris 1910
- Antiker Reiter, Karikatur auf den Tripoliskrieg. In: Der Komet. München 1911
- Erich Mühsam im Cafe Stefanie. mit Hund und Zigarre, Karikatur, ebd. 29. Juli 1911[2]
- Emmy Hennings, Öl auf Leinwand. München 1911
- Straßenbild (Montmartre), Öl auf Leinwand. Paris 1912
- Montmartre, Tusche. Paris, Mai 1913
- Venedig (Venice), Tusche. Venedig 1913
- Dada-Abstraktion, Tusche, Bleistift. Köln 1917
- Bildnis Louise Straus-Ernst, (erste Frau von Max Ernst), Öl auf Leinwand. Köln vor 1918
- Männlicher Kopf, Gips. München 1918

## Ausstellungen (Auswahl)
- 1909 – Ausstellung mit den Brücke-Malern in Aachen
- 1910 – Ausstellung in den Avantgarde-Salons Salon d’Automne und Salon d’Independants in Paris
- 1912 – Sonderbund-Ausstellung in Köln
- 1913 – Armory Show in New York und Chicago
- 1913 – Ausstellung innerhalb des „1. Deutschen Herbstsalons“ von  Herwarth Walden (1878–1941)
- 1913 – Ausstellung mit Wassily Kandinsky (1866–1944) im Aachener Reiff-Museum
- 1914 – Ausstellung in der Galerie Flechtheim in Paris
- posthum 1919 – Retrospektive innerhalb der Kölner Dada-Ausstellung
- posthum 1922 – Retrospektive in der Galerie Flechtheim in Düsseldorf und Berlin
- posthum 1985 – Retrospektive im Suermondt-Ludwig-Museum in Aachen
- posthum 1988 – „Stationen der Moderne“ – Berlinische Galerie, Museum für Moderne Kunst
- posthum 2005 – Der Freundeskreis Richard Seewalds, Touristik-Zentrum Ascona, Schweiz
- posthum 2014 – „Sterne fallen“ – von Boccioni bis Schiele – Kieler Kunsthalle